# Alfred Didry
Pour les articles homonymes, voir Didry.
Alfred Didry est un agriculteur et un homme politique français né le 15 avril 1862 à Éton (Meuse), et décédé le 14 juin 1937, dans sa ville natale. 

## Biographie
Agriculteur, Alfred Didry est attiré très tôt par les affaires publiques et devient juge de paix suppléant. En 1892, il est élu conseiller municipal de son village natal, puis premier adjoint au maire en 1894 et enfin maire en 1900, mandat qu'il exercera jusqu'en 1937. En 1904, il est élu conseiller d'arrondissement du canton de Spincourt, mandat qu'il détient jusqu'en 1925. En 1919, il retrouve sa ville en ruine et doit la reconstruire. Il reçoit alors le soutien de l'architecte Paul Noulin-Lespès et d'anciens élèves du collège d'Eton en Grande-Bretagne pour reconstruire les villes en ruines. Entre juin et septembre 1919, il est envoyé par le ministre de l'Agriculture acheter du bétail aux États-Unis. En 1919, il est élu comme seul candidat comme conseiller général dans le canton de Spincourt, il y est réélu en 1925 et 1931.
En 1924, il se présente, sous les couleurs modérées de l'Alliance démocratique, aux élections législatives sur une liste d'Union républicaine et nationale conduite par André Maginot. Élu, il rejoint le groupe de la Gauche républicaine démocratique. Il appartient à la Commission des régions libérées. Réélu au scrutin uninominal en 1928, il rejoint le groupe de l'Action démocratique et sociale, qui regroupe les éléments les plus conservateurs de l'Alliance.
Battu par un autre membre de l'Alliance démocratique, André Beauguitte, lors du renouvellement de 1932, en dépit du soutien posthume d'André Maginot dont les affiches de propagande annoncent curieusement : « Si la voix d'un mort compte encore pour quelque chose, je demande aux électeurs de l'arrondissement de Montmédy de voter en masse pour l'excellent républicain et mon ancien ami Alfred Didry », ce dernier se replie sur ses mandats locaux jusqu'à son décès dans sa ville natale en 1937.

## Sources
- « Alfred Didry », dans le Dictionnaire des parlementaires français (1889-1940), sous la direction de Jean Jolly, PUF, 1960 [détail de l’édition]
- Archives du Conseil général de la Meuse.
- Dir. Jean El Gammal, François Roth et Jean-Claude Delbreil, Dictionnaire des Parlementaires lorrains de la Troisième République, Metz, Serpenoise, 2006 (ISBN 2-87692-620-2, OCLC 85885906, lire en ligne), p. 211-212